# Карпати (Мукачівський район)
Карпа́ти — село в Україні, у Закарпатській області, Мукачівському районі. Входить до складу Чинадіївської селищної громади.
До 1711 р. Ця територія була частиною Мукачева і належала родині Ракоці, однак у 1711 році, після війни Ракоці, австрійський імператорський суд конфіскував маєток Ракоці, тож поселення перейшло до імператорської корони. У 1726 р. імператор Карл подарував маєток архієпископу та князю-курфюрсту Лотару Шенборну на честь вірності правлячому дому. Маєток залишався у власності родини Шенборн до 1944 року.
Греко-католицька громада відродилася в 1993 p., але церкви немає. Люди моляться в каплиці санаторію “Карпати” (колишній палац графа Шенборна).

## Населення
Згідно з переписом УРСР 1989 року чисельність наявного населення села становила 919 осіб, з яких 470 чоловіків та 449 жінок.
За переписом населення України 2001 року в селі мешкало 475 осіб.

### Мова
Розподіл населення за рідною мовою за даними перепису 2001 року:
| Мова       | Відсоток |
| ---------- | -------- |
| українська | 96,60 %  |
| російська  | 1,70 %   |
| угорська   | 1,28 %   |
| вірменська | 0,43 %   |

## Пам'ятки
Це мальовниче село славиться своїми санаторіями «Карпати» та «Перлина Карпат», що знаходяться на горі. Також можна тут побачити Замок Шенборнів зі своїм джерелом молодості, а також Скелю Кохання, з якої відкривається вид на простори гір Карпат та на саме село.
- Палац Ше́нборнів — колишня резиденція та мисливський будинок графів Шенборнів, а з 1946 року — санаторій «Карпати». Цей палац був побудований графом Ервіном Фрідріхом Шенборн-Бухгаймом у 1890—1895 роках. Коло палацу був розбитий чудовий сад-дендрарій (нині Парк санаторію «Карпати») із декоративним озером у центрі. Висаджені рідкісні породи дерев — самшит, катальпа, сосна Веймута, канадська ялина, японська вишня (сакура), рожевий бук, італійська глиниця; чагарників — дойція, гортензія тощо. Сам мисливський замок побудований у неоромантичному стилі, що поєднує романські та готичні мотиви. Оригінальність палацу ще й у тому, що він має 365 вікон (кількість днів у році), 52 кімнати (як у році тижнів) та 12 входів (як у році місяців). Замок прикрашений багатим декором (барельєфи, флюгери, вітражі) на тему родової геральдики графів Шенборнів; діє баштовий годинник з курантами. У палацовому парку встановлені закладний пам'ятний знак (з написом угорською мовою) і дві скульптурні композиції — «Олень» і «Ведмедиця з ведмежатком». Обриси викопаного наприкінці XIX століття ставка (за задумом власника парку) умовно відтворюють карту Австро-Угорської імперії.
Наприкінці XIX століття зображення замку-палацу виступало на громадській печатці сусіднього містечка Чинадійово (Сент-Міклош). 1945 року земля та маєтки були націоналізовані, а мисливський замок Шенборнів став санаторієм «Карпати». Частина інтер'єру палацу (меблі, інші коштовні речі) передана до фондів Ужгородського краєзнавчого музею.

## Туристичні місця
- палац графа Шенборна
- джерело молодості
-  Скеля Кохання
- Парк санаторію «Карпати»